# Human Trafficking - Le schiave del sesso
Human Trafficking - Le schiave del sesso (Human Trafficking) è una miniserie televisiva canadese che mostra gli orrori di due bambine e due donne cadute nel traffico di esseri umani e segue l'agente di una squadra americana nella missione consistente nel fermare l'organizzazione russa di trafficanti.

## Trama
A Praga, Repubblica Ceca, Helena (interpretata da Isabelle Blais) è una madre single che viene sedotta da un uomo affascinante, Frederick, che la convincerà a trascorrere un weekend con lui a Vienna, Helena accetterà la proposta ma non sa in realtà quale futuro l'attenderà a Vienna. Infatti Frederick la venderà ai trafficanti di esseri umani che la porteranno a New York dove verrà ridotta ad una schiava del sesso.
Contemporaneamente a Kiev, Ucraina, Nadia (interpretata da Laurence Leboeuf) una sedicenne, decide di partecipare ad un cast di modelle insieme ad un'amica, senza che suo padre sappia nulla. Nadia viene selezionata tra le tante ragazze, a differenza dell'amica, e le viene chiesto di spostarsi a New York così le viene procurato un documento falso e senza il consenso del padre si reca appunto New York insieme al resto delle altre ragazze. In realtà Nadia non diventerà una modella ma verrà forzata anche lei alla prostituzione e lì incontrerà Helena.
Dall'altra parte del mondo, a Manila, Filippine, una bambina di dodici anni, Anne Gray (interpretata da Sarah-Jeanne Labrosse), in vacanza con la sua famiglia, viene attirata da un bambino che vende braccialetti e mentre si reca da lui per sceglierne uno viene rapita di fronte ai suoi genitori da alcuni trafficanti. Anche Anne verrà forzata alla prostituzione e sarà rinchiusa in un bordello principalmente frequentato da turisti sessuali.
Intanto in un povero villaggio arriva un trafficante e promette una grande quantità di soldi, che poi consegnerà immediatamente, ad una famiglia, in cambio di una delle loro bambine. Anche qui la vittima sarà appunto una bambina che verrà costretta nello stesso bordello dove è stata rinchiusa Anne. Le due bambine e le due donne protagoniste di questa serie sono ridotte alla schiavitù sessuale controllata interamente da un'unica e potentissima organizzazione di trafficanti di esseri umani con a capo Sergei Karpovich (interpretato da Robert Carlyle).
Intanto a New York, dopo la terza morte di una giovanissima prostituta dell'est Europa, l'agente NYPD Kate Morozov (interpretata da Mira Sorvino) convince il capo della Immigration and Customs Enforcement, Bill Meehan (interpretato da Donald Sutherland), ad interessarsi maggiormente a quei casi per scoprire e bloccare l'organizzazione criminale di Sergei, responsabile di tutte quelle morti. Kate promette infatti a Bill Meehan di combattere contro quel tipo di crimine dicendogli che non si sarebbe mai pentito di averle dato quell'occasione.

## Produzione
La miniserie è stata prodotta dalla Muse Entertainment Enterprises per la trasmissione su LifeTime Television. Le riprese della serie sono state girate a Montréal, Bangkok e Praga. Sono iniziate nell'aprile del 2005 e sono terminate in luglio.

## Cast
- Mira Sorvino: Kate Morozov
- Donald Sutherland: Agent Bill Meehan
- Robert Carlyle: Sergei Karpovich
- Rémy Girard: Viktor Tagarov
- Isabelle Blais: Helena Votrubova
- Laurence Leboeuf: Nadya Tagarov
- Vlasta Vrana: Tommy
- Céline Bonnier: Sophie
- Mark Antony Krupa: Andrej
- Lynne Adams: Ellen Baker
- David Boutin: Frederick
- Emma Campbell: Samantha Gray
- Sarah-Jeanne Labrosse: Annie Gray
- Michael Sorvino: Misha Morozov
- Morgane Slemp: Susan
- Anna Hopkins: Katerina

## Distribuzione
Ha debuttato per la prima volta su LifeTime Television, negli Stati Uniti, il 24-25 ottobre 2005 e successivamente è andata in onda in Canada su CityTV il 2-3 gennaio 2006. Gli attori principali sono Mira Sorvino, Donald Sutherland, Robert Carlyle e Rémy Girard.

## Premi e nomination
- Golden Globes
 Best Actress In A TV Movie or Mini-Series: Mira Sorvino(Nominata)
 Best Actor In A TV Movie or Mini-Series: Donald Sutherland (Nominata)

- Emmy Awards
 Human Trafficking ha avuto tre nomine agli Emmy Awards, una per la Creative Arts come Best Music e due per Primetime.
 Best Actor In A TV Mini-Series: Donald Sutherland
 Best Supporting Actor in a Mini-Series: Robert Carlyle.

- Gemini Awards
 Human Trafficking ha vinto anche 3 Gemini Awards:
 Best Dramatic Mini-Series (Michael Prupas, Christian Duguay, Irene Litinsky)
 Best Costume Design (Marianne Carter)
 Best Production Design or Art Direction in a Dramatic Program or Series (Guy Lalande)
 Inoltre la serie era stata nominata per altri due Gemini Awards:
 Best Performance by an Actress in a Featured Supporting Role in a Dramatic Program or Mini-Series (Isabelle Blais)
 Best Sound in a Dramatic Program (Michel B. Bordeleau, Natalie Fleurant, Louis Gignac, Hans Peter Strobl)